# 関係調
関係調（かんけいちょう、英: related key）とは、音楽理論用語のひとつで、ある調から「特に近い」と感じられる調性感をもつ幾つかの調のこと。近親調とも呼ばれる。
なお、関係調以外の調を「遠隔調」という。 ロマン派音楽の時代に入ると、遠隔調への転調も頻繁に行われるようになった。

## 概説
基準となる調を主調（しゅちょう）または基調（きちょう）と呼ぶ。主調と関係調との間には音階の構成音や主要な和音に共通性がみられるので、転調等もスムーズに行われる。
同主調を除けば関係調同士の相互関係は、五度圏上、主調を中心とした扇形の関係図にまとめることができる（五度圏を参照）。

## 分類
狭義でいう関係調は#同主調、#平行調、#属調、#下属調の四つである。広義では属調平行調と下属調平行調が含まれる。さらに属調同主調と下属調同主調も含めることもあるが、あまり一般的ではない。関係調の範囲は厳密に決まったものではない。

### 同主調
同主調（どうしゅちょう、英: parallel key パラレル・キー）とは、同じ主音（第一音）を持つ長調と短調。「同名調（どうめいちょう）」ともいう。調名は「長」、「短」を除けば同じである。長調の場合、短調の場合ともに主調と必ず異なる音は第三音のみである（第六音、第七音も主調と異なるが、和声短音階・和声長音階や旋律短音階・旋律長音階を考えると決定的ではない）。
- ある長調に対して主音が同じ短調。例: ハ長調に対するハ短調。
- ある短調に対して主音が同じ長調。例: イ短調に対するイ長調｡

### 平行調
平行調（へいこうちょう、英: relative key/レラティブ・キー）とは、同じ調号によって示される調。並行調とも書く。長調においてはⅥ度調、短調においてはⅢ度調となる。
- ある長調に対して同じ調号の短調。例: ハ長調に対するイ短調。
- ある短調に対して同じ調号の長調。例: イ短調に対するハ長調。

### 属調
属調（ぞくちょう、英: dominant key/ドミナント・キー）とは、主調の属音を主音とする同種の調（長調に対する長調、短調に対する短調）。調号は♯が一つ増えるか♭が一つ減る。Ⅴ度調。
- ある長調に対して調号の♯が一つ多い長調。例: ハ長調に対するト長調。
- ある長調に対して調号の♭が一つ少ない長調。例: 変ロ長調に対するヘ長調。
- ある短調に対して調号の♯が一つ多い短調。例: イ短調に対するホ短調。
- ある短調に対して調号の♭が一つ少ない短調。例: ト短調に対するニ短調。

### 下属調
下属調（かぞくちょう、英: subdominant key/サブドミナント・キー）とは主調の下属音を主音とする同種の調。調号は♭が一つ増えるか♯が一つ減る。Ⅳ度調。
- ある長調に対して調号の♯が一つ少ない長調。例: ト長調に対するハ長調。
- ある長調に対して調号の♭が一つ多い長調。例: ヘ長調に対する変ロ長調。
- ある短調に対して調号の♯が一つ少ない短調。例: ホ短調に対するイ短調。
- ある短調に対して調号の♭が一つ多い短調。例: ニ短調に対するト短調。

### 属調平行調
属調平行調は属調の平行調、または平行調の属調である。調号は♯が一つ増えるか♭が一つ減る。長調においてはⅢ度調、短調においては下主音を主音とするⅦ度調。
- ある長調に対して調号の♯が一つ多い短調。例: ハ長調に対するホ短調。
- ある長調に対して調号の♭が一つ少ない短調。例: ヘ長調に対するイ短調。
- ある短調に対して調号の♯が一つ多い長調。例: イ短調に対するト長調。
- ある短調に対して調号の♭が一つ少ない長調。例: ニ短調に対するハ長調。

### 下属調平行調
下属調平行調は下属調の平行調、または平行調の下属調である。調号は♯が一つ減るか♭が一つ増える。長調においてはⅡ度調、短調においてはⅥ度調。
- ある長調に対して調号の♯が一つ少ない短調。例: ト長調に対するイ短調。
- ある長調に対して調号の♭が一つ多い短調。例: ハ長調に対するニ短調。
- ある短調に対して調号の♯が一つ少ない長調。例: ホ短調に対するハ長調。
- ある短調に対して調号の♭が一つ多い長調。例: イ短調に対するヘ長調。

### 属調同主調
属調同主調は属調の同主調、または同主調の属調である。
- ある長調と主音が同じ短調に対して調号の♯が一つ多い短調。例: イ長調に対するホ短調。
- ある長調と主音が同じ短調に対して調号の♭が一つ少ない短調。例: ニ長調に対するイ短調。
- ある短調と主音が同じ長調に対して調号の♯が一つ多い長調。例: イ短調に対するホ長調。
- ある短調と主音が同じ長調に対して調号の♭が一つ少ない長調。例: ヘ短調に対するハ長調。

### 下属調同主調
下属調同主調は下属調の同主調、または同主調の下属調である。
- ある長調と主音が同じ短調に対して調号の♯が一つ少ない短調。例: ホ長調に対するイ短調。
- ある長調と主音が同じ短調に対して調号の♭が一つ多い短調。例: ハ長調に対するヘ短調。
- ある短調と主音が同じ長調に対して調号の♯が一つ少ない長調。例: ト短調に対するハ長調。
- ある短調と主音が同じ長調に対して調号の♭が一つ多い長調。例: ハ短調に対するへ長調。

ハ長調を例とした関係調を表にまとめると、以下のとおりである。
| 属調同主調：ト短調   | 属調：ト長調   | 属調平行調：ホ短調   |
| 同主調：ハ短調       | 主調：ハ長調   | 平行調：イ短調       |
| 下属調同主調：ヘ短調 | 下属調：ヘ長調 | 下属調平行調：ニ短調 |

英語圏では、同主調を「parallel key（平行調の意）」とよび、平行調を「relative key（関係調の意）」と言い、日本語と一致していない。平行調、同主調などの名称は、日、英、独、仏 各国語がまちまちであり、混乱しやすい。

## 関係調一覧

### 長調
| 主調 (I)          | 同主調 (Im)   | 平行調 (VIm)      | 属調 (V)          | 属調同主調 (Vm)   | 属調平行調 (IIIm) | 下属調 (IV)       | 下属調同主調 (IVm) | 下属調平行調 (IIm) |
| ----------------- | ------------- | ----------------- | ----------------- | ----------------- | ----------------- | ----------------- | ------------------ | ------------------ |
| ハ長調            | ハ短調        | イ短調            | ト長調            | ト短調            | ホ短調            | ヘ長調            | ヘ短調             | ニ短調             |
| 嬰ハ長調 変ニ長調 | 嬰ハ短調 ーー | 嬰イ短調 変ロ短調 | ーー 変イ長調     | 嬰ト短調 変イ短調 | ーー ヘ短調       | 嬰ヘ長調 変ト長調 | 嬰ヘ短調 ーー      | 嬰ニ短調 変ホ短調  |
| ニ長調            | ニ短調        | ロ短調            | イ長調            | イ短調            | 嬰ヘ短調          | ト長調            | ト短調             | ホ短調             |
| 変ホ長調          | 変ホ短調      | ハ短調            | 変ロ長調          | 変ロ短調          | ト短調            | 変イ長調          | 変イ短調           | ヘ短調             |
| ホ長調            | ホ短調        | 嬰ハ短調          | ロ長調            | ロ短調            | 嬰ト短調          | イ長調            | イ短調             | 嬰ヘ短調           |
| ヘ長調            | ヘ短調        | ニ短調            | ハ長調            | ハ短調            | イ短調            | 変ロ長調          | 変ロ短調           | ト短調             |
| 嬰ヘ長調 変ト長調 | 嬰ヘ短調 ーー | 嬰ニ短調 変ホ短調 | 嬰ハ長調 変ニ長調 | 嬰ハ短調 ーー     | 嬰イ短調 変ロ短調 | ロ長調 変ハ長調   | ロ短調 ーー        | 嬰ト短調 変イ短調  |
| ト長調            | ト短調        | ホ短調            | ニ長調            | ニ短調            | ロ短調            | ハ長調            | ハ短調             | イ短調             |
| 変イ長調          | 変イ短調      | ヘ短調            | 変ホ長調          | 変ホ短調          | ハ短調            | 変ニ長調          | ーー               | 変ロ短調           |
| イ長調            | イ短調        | 嬰ヘ短調          | ホ長調            | ホ短調            | 嬰ハ短調          | ニ長調            | ニ短調             | ロ短調             |
| 変ロ長調          | 変ロ短調      | ト短調            | ヘ長調            | ヘ短調            | ニ短調            | 変ホ長調          | 変ホ短調           | ハ短調             |
| ロ長調 変ハ長調   | ロ短調 ーー   | 嬰ト短調 変イ短調 | 嬰ヘ長調 変ト長調 | 嬰ヘ短調 ーー     | 嬰ニ短調 変ホ短調 | ホ長調 ーー       | ホ短調 ーー        | 嬰ハ短調 ーー      |

### 短調
| 主調 (Im)         | 同主調 (I)    | 平行調 (III)      | 属調 (Vm)         | 属調同主調 (V) | 属調平行調 (VII)  | 下属調 (IVm)      | 下属調同主調 (IV) | 下属調平行調 (VI) |
| ----------------- | ------------- | ----------------- | ----------------- | -------------- | ----------------- | ----------------- | ----------------- | ----------------- |
| ハ短調            | ハ長調        | 変ホ長調          | ト短調            | ト長調         | 変ロ長調          | ヘ短調            | ヘ長調            | 変イ長調          |
| 嬰ハ短調          | 嬰ハ長調      | ホ長調            | 嬰ト短調          | ーー           | ロ長調            | 嬰ヘ短調          | 嬰ヘ長調          | イ長調            |
| ニ短調            | ニ長調        | ヘ長調            | イ短調            | イ長調         | ハ長調            | ト短調            | ト長調            | 変ロ長調          |
| 嬰ニ短調 変ホ短調 | ーー 変ホ長調 | 嬰ヘ長調 変ト長調 | 嬰イ短調 変ロ短調 | ーー 変ロ長調  | 嬰ハ長調 変ニ長調 | 嬰ト短調 変イ短調 | ーー 変イ長調     | ロ長調 変ハ長調   |
| ホ短調            | ホ長調        | ト長調            | ロ短調            | ロ長調         | ニ長調            | イ短調            | イ長調            | ハ長調            |
| ヘ短調            | ヘ長調        | 変イ長調          | ハ短調            | ハ長調         | 変ホ長調          | 変ロ短調          | 変ロ長調          | 変ニ長調          |
| 嬰ヘ短調          | 嬰ヘ長調      | イ長調            | 嬰ハ短調          | 嬰ハ長調       | ホ長調            | ロ短調            | ロ長調            | ニ長調            |
| ト短調            | ト長調        | 変ロ長調          | ニ短調            | ニ長調         | ヘ長調            | ハ短調            | ハ長調            | 変ホ長調          |
| 嬰ト短調 変イ短調 | ーー 変イ長調 | ロ長調 変ハ長調   | 嬰ニ短調 変ホ短調 | ーー 変ホ長調  | 嬰ヘ長調 変ト長調 | 嬰ハ短調 ーー     | 嬰ハ長調 変ニ長調 | ホ長調 ーー       |
| イ短調            | イ長調        | ハ長調            | ホ短調            | ホ長調         | ト長調            | ニ短調            | ニ長調            | ヘ長調            |
| 嬰イ短調 変ロ短調 | ーー 変ロ長調 | 嬰ハ長調 変ニ長調 | ーー ヘ短調       | ーー ヘ長調    | ーー 変イ長調     | 嬰ニ短調 変ホ短調 | ーー 変ホ長調     | 嬰ヘ長調 変ト長調 |
| ロ短調            | ロ長調        | ニ長調            | 嬰ヘ短調          | 嬰ヘ長調       | イ長調            | ホ短調            | ホ長調            | ト長調            |